# Turkish Airlines
Turkish Airlines (tyrkisk: Türk Hava Yolları Anonim Ortaklığı) (IATA-lufthavnskode: TK, ICAO-lufthavnskode: THY) er det nationale flyselskab i Tyrkiet. Det har sit hovedsæde i Istanbul, hvor også Istanbul Airport er dets primære hub. Øvrige hubs er Esenboğa International Airport og Sabiha Gökçen International Airport.
Selskabet driver ruteflyvninger til 41 indenrigsdestinationer og 202 internationale, og betjener således 243 lufthavne både i Europa, Asien, Afrika og USA. I 2008 havde selskabet 22,5 mio. passagerer og omsatte for 4,5 mia. dollars. Siden 1. april 2008 har Turkish Airlines været medlem af Star Alliance. Turkish Airlines beflvyer kun ganske få ruter til og fra Skandinavien, bl.a. en rute fra Istanbul til Københavns Lufthavn. Flyselskabet har over 12.000 ansatte. Flyselskabets motto er: We Are Turkish Airlines, We Are Globally Yours!

## Destinationer
Turkish Airlines flyver til mange destinationer i hele verden. I alt flyver Turkish Airlines til 243 destinationer, 41 i Tyrkiet og 202 internationalt..

## Flyflåde
Turkish Airlines' flåde 4.2.2014 .
| avion           | Active | Commendé |
| --------------- | ------ | -------- |
| A310-300F CARGO | 03     |          |
| Airbus A319-100 | 014    | 0        |
| Airbus A320-200 | 029    | 02       |
| A320 neo        | 0      | 650      |
| A321-200        | 060    | 29       |
| A321 neo        | 0      | 457      |
| A330-200        | 020    | 0        |
| A330-200F CARGO | 08     | 10       |
| A330-300        | 029    | 37       |
| A340-300        | 04     |          |
| B737-700        | 012    | 50       |
| B737-800        | 0104   | 147      |
| B737-900ER      | 015    | 60       |
| B737 MAX 8      | 0      | 247      |
| B737 MAX 9      | 0      | 157      |
| B777-300 ER     | 028    | 250      |
| TOTAL           | 318    | 219      |

Den gennemsnitlige alder for flåden er 6,6 år. .

## Ulykker og uheld
Turkish Airlines har haft 15 større ulykker, hvoraf de 14 har haft dødelige udgang. Det største ulykke indtraf i 1974, da Turkish Airlines Flight 981 styrtede ned kort efter starten fra  Paris-Orly Lufthavnen i Frankrig, hvorved alle 346 ombordværende omkom. Det er den dag i dag det næststørste tab af menneskeliv i en flyulykke med et enkelt fly. 